# Clementine Mills
Pour les articles homonymes, voir Mills.
Clementine Mills est une actrice de cinéma et de théâtre australienne.

## Biographie
En 2014, Clementine Mills commence sa carrière cinématographique avec le film lesbien Zoe.Misplaced de Mekelle Mills.
Mais elle se fait connaître pour son rôle de Bec dans la série télévisée saphique Starting From … Now!.

## Filmographie
- 2014 : Zoe.Misplaced : Nat
- 2016 : Quite Frankly (mini-série) : Maddy Mannigns
- 2014-2016 : Starting From … Now! (série télévisée) : Bec
- 2018 : Plant Love 2 (court métrage) : Susan
- 2018 : Mirror : Caitlin